# أبريل بلومفيلد
أبريل بلومفيلد (بالإنجليزية: April Bloomfield)‏ هي طاهية بريطانية، ولدت في 1974 في برمنغهام في المملكة المتحدة.